# Índice de Pearl
Índice de Pearl é uma fórmula matemática que avalia a eficácia de um método contraceptivo. O índice foi introduzido por Raymond Pearl em 1933. Preservativos tem em média um índice de 7 a 10%.

## Cálculo
Baseia-se na multiplicação do número de casos de gravidez por 1200 meses ao ano e posterior divisão pelo número de meses de uso do contaceptivo.